# 戦慄の絆
『戦慄の絆』（せんりつのきずな 原題：Dead Ringers）は、1988年制作のカナダのサイコ・スリラー映画。デヴィッド・クローネンバーグ監督。ジェレミー・アイアンズ、ジュヌヴィエーヴ・ビュジョルド出演。
一組の一卵性双生児の産婦人科医の兄弟が1人の美人女優に出会った事から、アイデンティティーの均衡性を崩して起こる悲劇を描く。双児の産婦人科医が共に診療室で死亡していたという、実際にあった事件からインスピレーションを得て製作された。
当初、原題は「Twins」とする予定だったが、同時期にアイヴァン・ライトマン監督の映画『ツインズ』が制作されており、ライトマン側からタイトル変更の要請があったため、英語で「瓜二つの者たち」を意味する現在のタイトルに変更となった。
原作の小説（バリ・ウッド、ジャック・ギースランド著）は『双生児』の題名で早川書房から刊行され（Hayakawa novels、1979年11月）、のち『戦慄の絆』と改題されてハヤカワ文庫NVモダンホラー・セレクションから刊行された（1989年3月）。
2023年、全6話のシリーズとしてリメイクされ、Amazon Prime Videoで配信。主演のレイチェル・ワイズが製作総指揮も務める。

## あらすじ
トロントで産婦人科を開業している一卵性双生児のエリオットとビヴァリーのマントル兄弟は幼い頃から文字通り一心同体で育ってきたが、性格は兄エリオットは社交的で野心家、弟のビヴァリーは内気で繊細な努力家と、全く正反対であった。
ある日、ビヴァリーのもとにクレアという女優が診察を受けに来る。クレアの子宮が3つの小部屋に分かれている事に驚いたビヴァリーはエリオットに相談、エリオットはクレアに子供が産めない体である事を宣告した後、抱き合った。
翌日、クレアは訪ねてきたビヴァリーを彼が双子である事を知らずにベッドに誘う。この事は兄弟の生まれて初めての秘密となる。
そして、この事が兄弟の均衡と境界を崩し、悲劇をもたらしてゆく。

## キャスト
- ジェレミー・アイアンズ：エリオット・マントル/ビヴァリー・マントル（二役）
- ジュヌヴィエーヴ・ビュジョルド：クレア・ニヴォー
- ハイディ・フォン・パレスク：ケイリー
- バーバラ・ゴードン：ダヌータ
- シャーリー・ダグラス：ローラ
- スティーヴン・ラック：アンダース
- ジル・ヘネシー：ミムジー
- ジャクリーン・ヘネシー：コラル

※ジル・ヘネシーとジャクリーン・ヘネシーは実際の双子である。

## 評価
レビュー・アグリゲーターのRotten Tomatoesでは42件のレビューで支持率は83%、平均点は7.60/10となった。Metacriticでは15件のレビューを基に加重平均値が86/100となった。

## 受賞
- アボリアッツ国際ファンタスティック映画祭第17回（1989年）グランプリ、及び高等技術委員会賞[6]
- ニューヨーク映画批評家協会賞 主演男優賞 - ジェレミー・アイアンズ
- シカゴ映画批評家協会賞 主演男優賞 - ジェレミー・アイアンズ

## 日本語版スタッフ
- 日本語字幕：進藤光太[7]